# Williams FW12
O FW12/FW12C é o modelo da Williams da temporada de 1988 e parte da de 1989 da Fórmula 1.
Em 1988, o modelo FW12 equipado com o motor Judd teve como condutores: Nigel Mansell, Riccardo Patrese, Martin Brundle

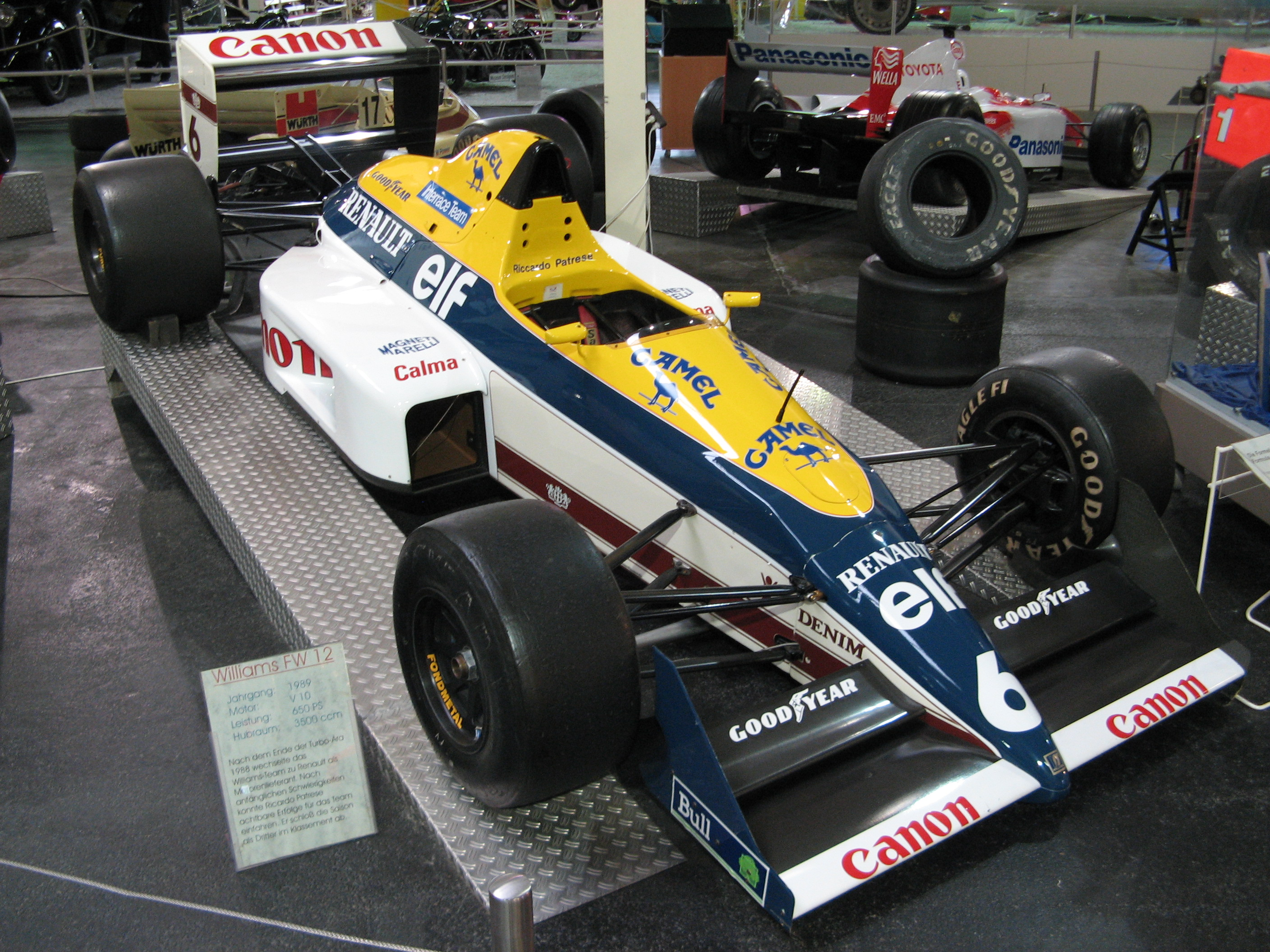
FW12C de 1989

e Jean-Louis Schlesser. Já em 1989, o FW12C com o motor Renault teve como condutores: Thierry Boutsen e Riccardo Patrese até o GP da Itália. Na Espanha, apenas Patrese usou-o.

## Resultados[1][2]
() (em negrito indica pole position e itálico volta mais rápida)
| Ano  | Chassi | Motor           | Pneus | N° | Pilotos              | 1   | 2   | 3   | 4   | 5   | 6   | 7   | 8   | 9   | 10  | 11  | 12  | 13  | 14  | 15  | 16  | Pontos   | Posição |  |
| ---- | ------ | --------------- | ----- | -- | -------------------- | --- | --- | --- | --- | --- | --- | --- | --- | --- | --- | --- | --- | --- | --- | --- | --- | -------- | ------- |  |
|      |        |                 |       |    |                      |     |     |     |     |     |     |     |     |     |     |     |     |     |     |     |     |          |         |  |
|      |        |                 |       |    |                      | BRA | SMR | MON | MEX | CAN | USE | FRA | GBR | GER | HUN | BEL | ITA | POR | ESP | JAP | AUS |          |         |  |
| 1988 | FW12   | Judd CV V8      | G     | 5  | Nigel Mansell        | Ret | Ret | Ret | Ret | Ret | Ret | Ret | 2   | Ret | Ret |     |     | Ret | 2   | Ret | Ret | 20       | 7º      |  |
| 1988 | FW12   | Judd CV V8      | G     | 5  | Martin Brundle       |     |     |     |     |     |     |     |     |     |     | 7   |     |     |     |     |     | 20       | 7º      |  |
| 1988 | FW12   | Judd CV V8      | G     | 5  | Jean-Louis Schlesser |     |     |     |     |     |     |     |     |     |     |     | 11  |     |     |     |     | 20       | 7º      |  |
| 1988 | FW12   | Judd CV V8      | G     | 6  | Riccardo Patrese     | Ret | 13  | 6   | Ret | Ret | Ret | Ret | 8   | Ret | 6   | Ret | 7   | Ret | 5   | 6   | 4   | 20       | 7º      |  |
|      |        |                 |       |    |                      |     |     |     |     |     |     |     |     |     |     |     |     |     |     |     |     |          |         |  |
|      |        |                 |       |    |                      | BRA | SMR | MON | MEX | USA | CAN | FRA | GBR | GER | HUN | BEL | ITA | POR | ESP | JAP | AUS |          |         |  |
| 1989 | FW12C  | Renault RS1 V10 | G     | 5  | Thierry Boutsen      | Ret | 4   | 10  | Ret | 6   | 1   | Ret | 10  | Ret | 3   | 4   | 3   |     |     |     |     | 541 (77) | 2º      |  |
| 1989 | FW12C  | Renault RS1 V10 | G     | 6  | Riccardo Patrese     | Ret | Ret | 15  | 2   | 2   | 2   | 3   | Ret | 4   | Ret | Ret | 4   |     | 5   |     |     | 541 (77) | 2º      |  |

↑1  Do GP de Portugal até Austrália, utilizou o chassi FW13 marcando 23 pontos (77 no total).